# Georges Decroze
Georges Decroze est un homme politique français, né le 1er mai 1869 à Pont-Sainte-Maxence (Oise) et mort le 14 avril 1939 à Paris.

## Biographie
Négociant en vins dans sa ville natale, il est élu maire de Pont-Sainte-Maxence en 1912 et le reste jusqu'à sa mort, en 1939.
Élu député de l'Oise deux ans plus tard, en 1914, il siège brièvement sur les bancs du parti radical, avant d'être appelé sous les drapeaux pendant toute la durée de la Première Guerre mondiale. Démobilisé en 1919 avec la Légion d'honneur et la Croix de guerre, il perd en novembre son siège de député, à la suite de la poussée de la droite nationaliste et conservatrice.
De nouveau candidat en 1928, il ne parvient pas à rejoindre le Palais Bourbon, mais est élu, à l'occasion d'une partielle en mars 1931, Sénateur de l'Oise, réélu lors du renouvellement de 1933, et siège jusqu'à sa mort au sein du groupe de la Gauche démocratique.
Au Sénat, il intervient surtout sur des questions agricoles, mais aussi sur la loi qui définissait la région parisienne.
Il meurt en cours de mandat.

## Sources
- « Georges Decroze », dans le Dictionnaire des parlementaires français (1889-1940), sous la direction de Jean Jolly, PUF, 1960 [détail de l’édition]